# 石田楽人
石田 楽人（いしだ がくと、1998年1月9日 - ）は、ジャパンラグビーリーグワン浦安D-Rocksに所属するラグビー選手。

## プロフィール
- 神奈川県出身[1]。
- ポジションはプロップ(PR)。
- 身長 181 cm、体重 113 kg
- ジュニア・ジャパンに選ばれたことがある[2]。
- U20日本代表に選ばれたことがある[3]。

## 略歴
小学校前からラグビーを始めた。
2016年、桐蔭学園高校卒業後、専修大学に入学。なお桐蔭学園高校時代、高校日本代表候補に選ばれたことがある。
2019年、専修大学ラグビー部のFWリーダーに就任した。
2020年、専修大学卒業、クボタスピアーズ(現・クボタスピアーズ船橋・東京ベイ)に加入。
2021年、NECグリーンロケッツ東葛に加入。
2022年1月8日に行われたJAPAN RUGBY LEAGUE ONE第1節横浜キヤノンイーグルス戦にて途中出場で公式戦初出場を果たした。
2023年6月、浦安D-Rocksに加入。